# Tachov (stacja kolejowa)
Tachov – stacja kolejowa w Tachovie, w kraju pilzneńskim, w Czechach. Położona jest na wysokości 530 m n.p.m.
Na stacji istnieje możliwość zakupu biletów na wszystkiego rodzaju pociągi oraz rezerwacji miejsc. 

## Linie kolejowe
- 184 Domažlice - Planá u Mariánských Lázní